# Sierikżan Mużykow
Sierikżan Urstiemowicz Mużykow (ur. 17 czerwca 1989) – kazachski piłkarz, występujący na pozycji pomocnika.

## Kariera klubowa
Mużykow jest wychowankiem klubu Żetysu Tałdykorgan. Barwy tego klubu reprezentował od początku profesjonalnej kariery do 2013 roku. W 2014 grał w FK Astana. Rok 2015 rozpoczął od występów w klubie Kajsar Kyzyłorda, a następnie wrócił do Astany.

## Kariera reprezentacyjna
W reprezentacji Kazachstanu zadebiutował 10 sierpnia 2011 roku w towarzyskim meczu przeciwko Syrii. Na boisku pojawił się w 84 minucie. Do tej pory rozegrał w niej pięć meczów (stan na 1 lipca 2013).
| Mecze i gole w reprezentacji | Mecze i gole w reprezentacji | Mecze i gole w reprezentacji | Mecze i gole w reprezentacji | Mecze i gole w reprezentacji | Mecze i gole w reprezentacji | Mecze i gole w reprezentacji |
| #                            | Data                         | Stadion                      | Rywal                        | Wynik                        | Gol                          | Rozgrywki                    |
| 2011                         | 2011                         | 2011                         | 2011                         | 2011                         | 2011                         | 2011                         |
| ---------------------------- | ---------------------------- | ---------------------------- | ---------------------------- | ---------------------------- | ---------------------------- | ---------------------------- |
| 1.                           | 10.08.2011                   | Astana, Kazachstan           | Syria                        | 1:1                          | 0                            | towarzyski                   |
| 2.                           | 06.09.2011                   | Baku, Azerbejdżan            | Azerbejdżan                  | 2:3                          | 0                            | El. ME 2012                  |
| 3.                           | 07.10.2011                   | Bruksela, Belgia             | Belgia                       | 1:4                          | 0                            | El. ME 2012                  |
| 4.                           | 11.10.2011                   | Astana, Kazachstan           | Austria                      | 0:0                          | 0                            | El. ME 2012                  |
| 2012                         |                              |                              |                              |                              |                              |                              |
| 5.                           | 29.02.2012                   | Antalya, Turcja              | Łotwa                        | 0:0                          | 0                            | towarzyski                   |